# Marija (sura)
Marija (arabsko Maryam) je 19. sura (poglavje) v Koranu, ki jo sestavlja 98 ajatov (verzov). Je meška sura.
Med opravljanjem molitve (salata oz. namaza) pri tej suri verniki opravijo 6 ruku'jev (priklonov).